# Valu
Valu – debiutancki album studyjny zespołu Mokoma wydany w 1999 roku przez wytwórnię Herodes.

## Lista utworów
1. „Kurjen laulu” – 2:44
2. „Pillipiipari” – 3:37
3. „Kasvan” – 3:29
4. „Viholliset” – 2:10
5. „Perspektiivi” – 4:07
6. „Valhettelija” – 4:26
7. „Seeste” – 2:22
8. „Se on minussa” – 2:42
9. „Väristyksiä” – 3:33
10. „Kauas aivot karkaavat” – 3:27
11. „Parasta ennen 0898” – 3:20
12. „Tyyssija” – 4:29
13. „Toinen kohtu” – 4:08

## Twórcy
| Mokoma - Marko Annala – wokal, gitara - Heikki Kärkkäinen – gitara basowa - Janne Hynynen – perkusja, wokal wspierający Personel - Gabi Hakanen – produkcja, miksowanie - Timo Tapani Oksala – inżynieria dźwięku | Gościnnie - Kuisma Aalto – gitara (5,10) - Martti Salminen – instrumenty klawiszowe (1, 2, 5, 9) - Kuisma Aalto – gitara, wokal - Tuomo Saikkonen – gitara, wokal - Ann Bell Fell – wokal wspierający |

## Single
- Kasvan (1999)
- Perspektiivi (1999)